# Astranthium
 Astranthium  Nutt., 1840 è un genere di piante angiosperme dicotiledoni della famiglia delle Asteraceae, sottofamiglia Asteroideae, tribù Astereae (North American lineage) e sottotribù Astranthiinae.

## Etimologia
Il nome del genere deriva dal greco e significa "fiore-stella" (astron = stella e anthos = fiore) alludendo alla tipica infiorescenza simile alle margherite.
Il nome scientifico del genere è stato definito dal botanico Thomas Nuttall (1786-1859) nella pubblicazione " Transactions of the American Philosophical Society Held at Philadelphia for Promoting useful Knowledge. Philadelphia" ( Trans. Amer. Philos. Soc. ser. 2, 7: 312 ) del 1840.

## Descrizione
Portamento. Le specie di questo genere sono in prevalenza di tipo erbaceo con cicli biologici biennali o perenni e con fittoni sotterranei. I fusti, non molto alti (alcune specie sono quasi acauli), hanno un portamento da strisciante a eretto. Sono inoltre da sparsamente a densamente irsuto-pelosi fino a strigosi.
Fusto. La parte aerea varia da eretta a strisciante o decombenti, semplice (scaposa) o poco ramosa. Le radici sono fibrose. Altezza media: 5 - 50 cm.
Foglie. Le foglie si dividono in basali e cauline. Quelle basali, picciolate, hanno una lamina continua con forme da obovate a spatolate (con pochi denti apicali). Quelle cauline hanno delle lamine da lanceolate a più strette. Spesso hanno una consistenza subcarnosa oppure le superfici sono tomentose. Lungo il caule sono disposte in modo alternato..
Infiorescenza. Le sinflorescenze sono soprattutto scapose (capolini solitari). Le infiorescenze vere e proprie sono composte da un capolino terminale lungamente peduncolato di tipo radiato con fiori eterogami. I capolini sono formati da un involucro, con forme da campanulate a emisferiche, composto da 15 - 30 brattee, al cui interno un ricettacolo fa da base ai fiori di due tipi: fiori del raggio e fiori del disco. Le brattee, piatte, con forme da ampiamente oblanceolate a lineari-lanceolate, con bordi ialini e a consistenza erbacea, sono disposte in modo più o meno embricato e scalato su 2 - 3 serie. Il ricettacolo è nudo ossia senza pagliette a protezione della base dei fiori; la forma è conica. Dimensione dei capolini: 4 - 8 mm.
Fiori.  I fiori sono tetra-ciclici (formati cioè da 4 verticilli: calice – corolla – androceo – gineceo) e pentameri (calice e corolla formati da 5 elementi). Si distinguono in:
- fiori del raggio (esterni): da 10 a 65 per capolino, sono numerosi, sono femminili e sono disposti su una sola serie; la forma è ligulata (zigomorfa);
- fiori del disco (centrali): sono più numerosi (da 25 a 200) con forme brevemente tubulose (attinomorfe); sono ermafroditi.

- Formula fiorale:

*/x K {\displaystyle \infty }, [C (5), A (5)], G 2 (infero), achenio
- Calice: i sepali del calice sono ridotti ad una coroncina di squame.

- Corolla: 
  - fiori del raggio: la forma della corolla alla base è più o meno tubulosa-imbutiforme, mentre all'apice è ligulata (i lembi non sono contorti o riflessi); la ligula può terminare con alcuni denti; il colore è bianco;
  - fiori del disco: la forma è brevemente tubulare bruscamente divaricata in 5 lobi; i lobi, patenti o eretti, hanno una forma deltata; il colore è giallo.

- Androceo: l'androceo è formato da 5 stami sorretti da filamenti generalmente liberi; gli stami sono connati e formano un manicotto circondante lo stilo; le teche (produttrici del polline) alla base sono troncate e sono lievemente auricolate (molto raramente sono speronate o hanno una coda); le appendici apicali delle antere hanno delle forme piatte e lanceolate; il tessuto endoteciale (rivestimento interno dell'antera) è quasi sempre polarizzato (con due superfici distinte: una verso l'esterno e una verso l'interno). Il polline è sferico con un diametro medio di circa 25 micron;  è tricolporato (con tre aperture sia di tipo a fessura che tipo isodiametrica o poro) ed è echinato (con punte sporgenti).[10][13]

- Gineceo: l'ovario è infero uniloculare formato da 2 carpelli.[6] Lo stilo (il recettore del polline) è profondamente bifido (con due stigmi divergenti) e con le linee stigmatiche marginali separate.[14] I due bracci dello stilo hanno una forma lanceolata acuta e possono essere papillosi o ricoperti da ciuffi di peli.

Frutti. I frutti sono degli acheni con pappo:
- achenio: gli acheni, con forme da oblanceolate a obovate, sono lateralmente compressi con due nervature laterali; la superficie è liscia o papillosa, glabra a pelosa (con setole a forma d'ancora); la parete dell'achenio è formata da celle contenenti rafidi ma prive di fitomelanina; il carpoforo normalmente è anulare;
- pappo: può essere assente oppure formato da una coroncina di corte setole barbate o scaglie.

## Biologia
Impollinazione: l'impollinazione avviene tramite insetti (impollinazione entomogama tramite farfalle diurne e notturne).

Riproduzione: la fecondazione avviene fondamentalmente tramite l'impollinazione dei fiori (vedi sopra).

Dispersione: i semi (gli acheni) cadendo a terra sono successivamente dispersi soprattutto da insetti tipo formiche (disseminazione mirmecoria). In questo tipo di piante avviene anche un altro tipo di dispersione: zoocoria. Infatti gli uncini delle brattee dell'involucro (se presenti) si agganciano ai peli degli animali di passaggio disperdendo così anche su lunghe distanze i semi della pianta. Inoltre per merito del pappo il vento può trasportare i semi anche a distanza di alcuni chilometri (disseminazione anemocora).

## Distribuzione e habitat
Le specie di questo genere sono distribuite negli Stati Uniti d'America e Messico.

## Sistematica
La famiglia di appartenenza di questa voce (Asteraceae o Compositae, nomen conservandum) probabilmente originaria del Sud America, è la più numerosa del mondo vegetale, comprende oltre 23.000 specie distribuite su 1.535 generi, oppure 22.750 specie e 1.530 generi secondo altre fonti (una delle checklist più aggiornata elenca fino a 1.679 generi). La famiglia attualmente (2021) è divisa in 16 sottofamiglie; la sottofamiglia Asteroideae è una di queste e rappresenta l'evoluzione più recente di tutta la famiglia.

### Filogenesi
La tribù Astereae (una delle 21 tribù della sottofamiglia Asteroideae) comprende circa 40 sottotribù. In base alle ultime ricerche nella tribù sono stati individuati (provvisoriamente) 5 principali lignaggi:
- Basal grade: include alcuni generi isolati, il gruppo "South American-Oceania",  alcune sottotribù africane e il gruppo dei generi legnosi del Madagascar.
- Bellis lineage: comprende le sottotribù eurasiatiche e una sottotribù africana.
- Aster lineage: include i generi asiatici di Asterinae e i principali gruppi dell'Australia e dell'Oceania.
- Baccharis lineage: include alcuni gruppi sudamericani.
- North American lineage: include la vasta gamma di sottotribù del Nordamerica, Messico e alcuni gruppi distribuiti nel Sudamerica.

Il genere Astranthium (insieme alla sottotribù Astranthiinae) è incluso nel lignaggio "North American lineage".
I caratteri distintivi del genere sono:
- il portamento è erbaceo con capolini portati singolarmente su lunghi peduncoli;
- gli acheni non sono alati o con margini frangiati;
- il pappo è assente o con una coroncina appena visibile.

Il numero cromosomico delle specie di questo genere è: 2n = 6, 8 e 10.

### Elenco delle specie
Questo genere ha 11 specie:
- Astranthium beamanii de Jong
- Astranthium ciliatum  (Raf.) G.L.Nesom
- Astranthium integrifolium  Nutt.
- Astranthium laetificum  de Jong
- Astranthium orthopodum  Larsen
- Astranthium purpurascens  Larsen
- Astranthium reichei  Rzed.
- Astranthium robustum  (Shinners) de Jong
- Astranthium splendens  de Jong
- Astranthium xanthocomoides  (Less.) Larsen
- Astranthium xylopodum  Larsen